# Hosokawa Yukitaka
Hosokawa Yukitaka est un nom japonais traditionnel ; le nom de famille (ou le nom d'école), Hosokawa, précède donc le prénom (ou le nom d'artiste).
Hosokawa Yukitaka (細川行孝, 1637-1690) est un samouraï de l'époque Sengoku,.

## Daimyo
Le domaine d'Uto (30 000 koku de revenus) est créé dans la province de Higo lorsque Hosokawa Tadaoki abdique de telle sorte que Hosokawa Tatsutaka puisse hériter d'un han à la mort de son père. Cependant, Tatsutaka décède la même année et les droits de succession sont transférés à son premier fils Yukitaka, afin que lui, ses jeunes frères et sœurs ne soient pas laissés appauvris. L'enfant Yukitaka devient ainsi le premier seigneur du domaine d'Uto nouvellement créé à la mort de son père en 1646. Il devient également chef d'une branche cadette du clan Hosokawa.